# River (série télévisée)
Pour les articles homonymes, voir River.
River est une série télévisée britannique en six épisodes d'environ 57 minutes créée par Abi Morgan et diffusée entre le 13 octobre et le 17 novembre 2015 sur BBC One, et disponible internationalement depuis le 18 novembre 2015 sur Netflix dans les pays compatibles avec la plate-forme. En France, elle est diffusée à la télevision sur Polar+ depuis le 6 juillet 2020.

## Synopsis
La série suit l'histoire de John River, inspecteur de police londonien hanté par son passé.

## Distribution
- Stellan Skarsgård (VF : Patrick Béthune) : John River
- Nicola Walker (VF : Carole Franck) : Jackie « Stevie » Stevenson
- Adeel Akhtar (VF : Philippe Bozo) : Ira King
- Georgina Rich (en) (VF : Pamela Ravassard) : Rosa Fallows
- Sorcha Cusack (VF : Marie-Martine) : Bridie Stevenson
- Owen Teale (VF : Patrick Messe) : Marcus McDonald
- Turlough Convery (en) (VF : Charles Pestel) : Frankie Stevenson
- Eddie Marsan (VF : Gérard Darier) : Thomas Neill Cream
- Lesley Manville (VF : Annie Le Youdec) : Chrissie Read
- Michael Maloney (VF : Michel Dodane) : Tom Read
- Jim Norton : Michael Bennigan
- Shannon Tarbet (en) : Erin Fielding

Version française
- Société de doublage : Deluxe Media Paris
- Direction artistique : Barbara Delsol
- Adaptation des dialogues : Félicie Seurin

 Source et légende : version française (VF) sur RS Doublage

## Épisodes
Les épisodes, sans titre, sont numérotés de 1 à 6.